# 1084
سنة 1084 كانت سنة كبيسة تبدأ يوم الإثنين (الرابط يظهر نموذج التقويم الكامل للسنة) من التقويم اليولياني.

## أحداث
- بداية حكم أحمد بن علي الصليحي، في الدولة الصليحية، الذي حكم حكم في الفترة (1084 - 1087).

## مواليد
- هونجونغ ملك غوريو.

## وفيات
- أبو علي فارمدي صوفي من إيران
- الأعلم الشنتمري شاعر أندلسي